# Francesco Uguccione
Francesco Uguccione (zm. 14 lipca 1412 we Florencji) − włoski kardynał okresu wielkiej schizmy.
Początkowo popierał "rzymską" obediencję, w nagrodę za co Urban VI mianował go biskupem Faenza (1378–83), a następnie arcybiskupem Benewentu (1383–84) i Bordeaux (1384–1412). W 1382 służył jako legat papieski w Gaskonii i Hiszpanii, bezskutecznie próbując przekonać miejscowych władców do opowiedzenia się po stronie Urbana VI. 12 czerwca 1405 Innocenty VII mianował go kardynałem prezbiterem Santi Quatro Coronati. Brał udział w konklawe 1406, które wybrało papieża Grzegorza XII. Wkrótce potem wypowiedział mu posłuszeństwo i wziął udział w Soborze w Pizie 1409, przyłączając się do obediencji soborowych antypapieży. Zmarł we Florencji.